# Maurilia albirivula
Maurilia albirivula är en fjärilsart som beskrevs av George Francis Hampson 1905. Maurilia albirivula ingår i släktet Maurilia och familjen trågspinnare. Inga underarter finns listade i Catalogue of Life.